# Салангана зеленкувата
Саланга́на зеленкувата (Collocalia linchi) — вид серпокрильцеподібних птахів родини серпокрильцевих (Apodidae). Ендемік Індонезії. 

## Опис
Довжина птаха становить 9-11,5 см. Верхня частина тіла чорнувато-коричнева з зеленуватим відблиском, зокрема на надхвісті. Груди чорні, живіт і боки блідо-сірі, з боків поцятковані дрібними чорними плямками. Кримла мають округлі кінчики, нижня сторона крил чорна. Хвіст чорний, виїмчастий, з неглибоким вирізом, білі плямки на ньому відсутні. Пальці неоперені. Голос — пронизливі крики «чіір-чіір».

## Підвиди
Виділяють три підвиди:
- C. l. ripleyi Somadikarta, 1986[6] — західна Суматра;
- C. l. linchi Horsfield & Moore, F, 1854 — острови Ява, Мадура і острів Бавеан;
- C. l. dedii Somadikarta, 1986 — острови Балі і Ломбок.

## Поширення і екологія
Зеленкуваті салангани живуть переважно у вологих тропічних лісах, на висоті до 500 м над рівнем моря. Живляться комахами, яких ловлять в польоті. Гніздяться в печерах. Гніздо робиться зі слини, в кладці два білих яйця.